# Lutjanus guttatus
Lutjanus guttatus е вид бодлоперка от семейство Lutjanidae. Видът не е застрашен от изчезване.

## Разпространение и местообитание
Разпространен е в Гватемала, Еквадор, Колумбия, Коста Рика, Мексико, Никарагуа, Панама, Перу, Салвадор и Хондурас.
Обитава крайбрежията и пясъчните дъна на полусолени водоеми, морета, заливи, рифове и реки в райони с тропически, умерен и субтропичен климат. Среща се на дълбочина от 0,5 до 169 m, при температура на водата от 13,8 до 16,6 °C и соленост 34,8 – 34,9 ‰.

## Описание
На дължина достигат до 80 cm, а теглото им е не повече от 1310 g.